# Harvey Glatman
Harvey Murray Glatman (10 de diciembre de 1927 - 19 de septiembre de 1959) fue un asesino en serie estadounidense activo durante la década de 1950. Fue conocido en los medios como el Lonely Hearts Killer («El Asesino de los Corazones Solitarios») y el Glamour Girl Slayer («El Asesino de Chicas Glamurosas»). Usaba varios seudónimos y se hacía pasar por fotógrafo profesional para atraer a sus víctimas con la promesa de lanzar sus carreras.

## Primeros años
Nacido en el Bronx de una familia judía y criado en Denver, Colorado, Glatman exhibió comportamiento antisocial y tendencias sadomasoquistas sexuales desde una edad temprana. Como adolescente, entraba a apartamentos de mujeres donde las ataba, las abusaba sexualmente y les tomaba fotografías como recuerdo. Fue atrapado en un intento en 1945 y acusado de intento de robo. Menos de un mes después, todavía en libertad bajo fianza en espera de juicio, secuestró a una mujer y abusó de ella antes de dejarla ir. Ella fue a la policía, y Glatman fue a prisión durante ocho meses.
Una vez fuera de la cárcel, Glatman se mudó a Albany, Nueva York, donde fue arrestado en 1946 por una nueva serie de intentos de asalto. Fue internado en el New York State Reception Center en Almira y luego en Sing Sing Correctional Facility, donde los psiquiatras de la prisión lo diagnosticaron como un psicópata. Sin embargo, fue un prisionero modelo y salió en libertad condicional en 1951. Regresó a Denver en 1951 y vivió allí hasta 1957. Trabajaba como reparador de televisores en una tienda y también contrataba mujeres jóvenes para posar para él atadas en situaciones de esclavitud. Les aseguraba falsamente que sus fotografías serían publicadas en portadas de revistas pulp de detectives.

## Asesinatos
Glatman se mudó a Los Ángeles, California, en 1957 y comenzó a rondar agencias de modelos buscando víctimas potenciales. Las contactaría con ofertas para trabajar en revistas, luego las llevaría a su apartamento, las ataría y las abusaría sexualmente, tomando fotografías todo el tiempo. Luego las estrangularía y tiraría los cuerpos en el desierto. Sus dos víctimas modelos conocidas fueron Judith Dull y Ruth Mercado. A la tercera víctima, Shirley Ann Bridgeford, la captó a través de un anuncio en la sección de "corazones solitarios" de un periódico.
Glatman es sospechoso del asesinato de "Boudler Jane Doe", una víctima cuyo cadáver fue descubierto por unos excursionistas cerca de Boulder, Colorado en 1954. Su identidad fue un misterio durante 55 años. En octubre de 2009, la oficina del Sheriff fue informada por la doctora Terry Melton, en State College, Pensilvania, de que su laboratorio tenía una coincidencia entre el ADN de "Jane Doe" y el de una mujer que creía que la víctima no identificada podría ser su hermana perdida hacía mucho tiempo. La identificación positiva de "Boulder Jane Doe" era de una mujer de 18 años de edad de Phoenix, Arizona, llamada Dorothy Gay Howard.
Glatman estaba en Colorado en el momento y conducía un Dodge Coronet 1951. Las heridas halladas en el cuerpo eran coherentes con haber sido golpeado con el mismo coche.

## Arresto y muerte
Glatman fue arrestado en 1958, atrapado en el acto de secuestro de la que podría haber sido su cuarta víctima conocida, Lorraine Virgil. Un patrullero de carretera lo vio en la cuneta forcejeando con la joven que había conseguido escapar del automóvil del agresor. Él confesó voluntariamente los otros tres asesinatos y finalmente llevó a la policía hasta una caja de herramientas que contenía las fotografías que él había tomado de las víctimas. Fue encontrado culpable de dos cargos de asesinato en primer grado y ejecutado en la cámara de gas de la prisión estatal de San Quentin el 18 de septiembre de 1959.

## En la ficción
Partes de la carrera de Glatman fueron hechas ficción por Jack Webb en una película para televisión de 1966, Dragnet. La película convenció a los ejecutivos televisivos para lanzar Dragnet como una serie de televisión en 1967 durante cuatro años. Es notable por su diálogo basado en las propias declaraciones de Glatman a la policía, incluyendo la siguiente:
Criminal: "La razón por la que maté a esas chicas fue porque me lo pidieron. (Pausa) Todas lo pidieron; todas".
Oficial: "Ellas te lo pidieron".
Criminal: "Claro. Ellas dijeron que preferían estar muertas antes que estar conmigo".